# Прогестини
Прогестини (від лат. pro — перед, на користь і лат. gestatio — носіння, тут — вагітність), гестагени — жіночі статеві гормони, що за хімічною будовою належать до стероїдів. Основний та найактивніший гормон цієї групи — прогестерон.

## Загальні відомості
Прогестини виробляються переважно жовтим тілом та іншими структурними елементами яєчників, а також плацентою, сім'яниками, наднирковими залозами самців і самок усіх хребетних тварин та людини. З прогестинів найвідоміший прогестерон, який у взаємодії з естрадіолом регулює естральний цикл у ссавців та менструальний — у людини. До прогестинів відносять, крім того, деякі продукти обміну прогестерону, зокрема прегнандіол, виявлення якого має діагностичне значення в акушерстві та гінекології. Прогестини регулюють процес розвитку організму. Природні та синтетичні прогестини використовують для лікування безплідності, синхронізації менструального циклу, збереження вагітності, якщо є загроза переривання (звичайного аборту).